# Tercüman
Tercüman, także: Terciman (krymskotatarski: ترجمان, ros. Переводчикъ, pol. „Tłumacz”) –  panturecki tygodnik i dziennik wydawany w latach 1883-1918 przez krymskotatarskiego  intelektualistę i pedagoga Ismaila Gasprinskiego w Bachczysaraju. Był to pierwszy krymskotatarski periodyk i główna publikacja ludów tureckich w Imperium Rosyjskim.

## Opis
Ismail Gasprinski założył periodyk Tercüman wraz z synem Refatem i Hasanem Sabri Ajwazowem, po kilku latach składania wniosków z prośbami o zgodę na takie działanie.  5 sierpnia 1882 r. w Bachczysaraju ukazał się numer zerowy pod tytułem „Πepeвoдчик – Tepджимaн”.
Pierwszy numer ukazał się 10 kwietnia 1883 r. i wydrukowano go w 320 egzemplarzach; w grudniu 1884 r. gazeta miała już 1000 odbiorców i z czasem przeobraziła się z tygodnika w pismo ukazujące się 2-3 razy w tygodniu, a przez jakiś czas (od 9 października 1912 do 1914 r.) funkcjonowała nawet jako dziennik. 

Pismo finansowane było przede wszystkim przez muzułmańskich przemysłowców, dodatkowym wsparciem były płatne ogłoszenia i reklamy oraz opłaty od prenumeratorów, którym redakcja wysyłała raz w roku książki drukowane w drukarni Gasprinskiego.

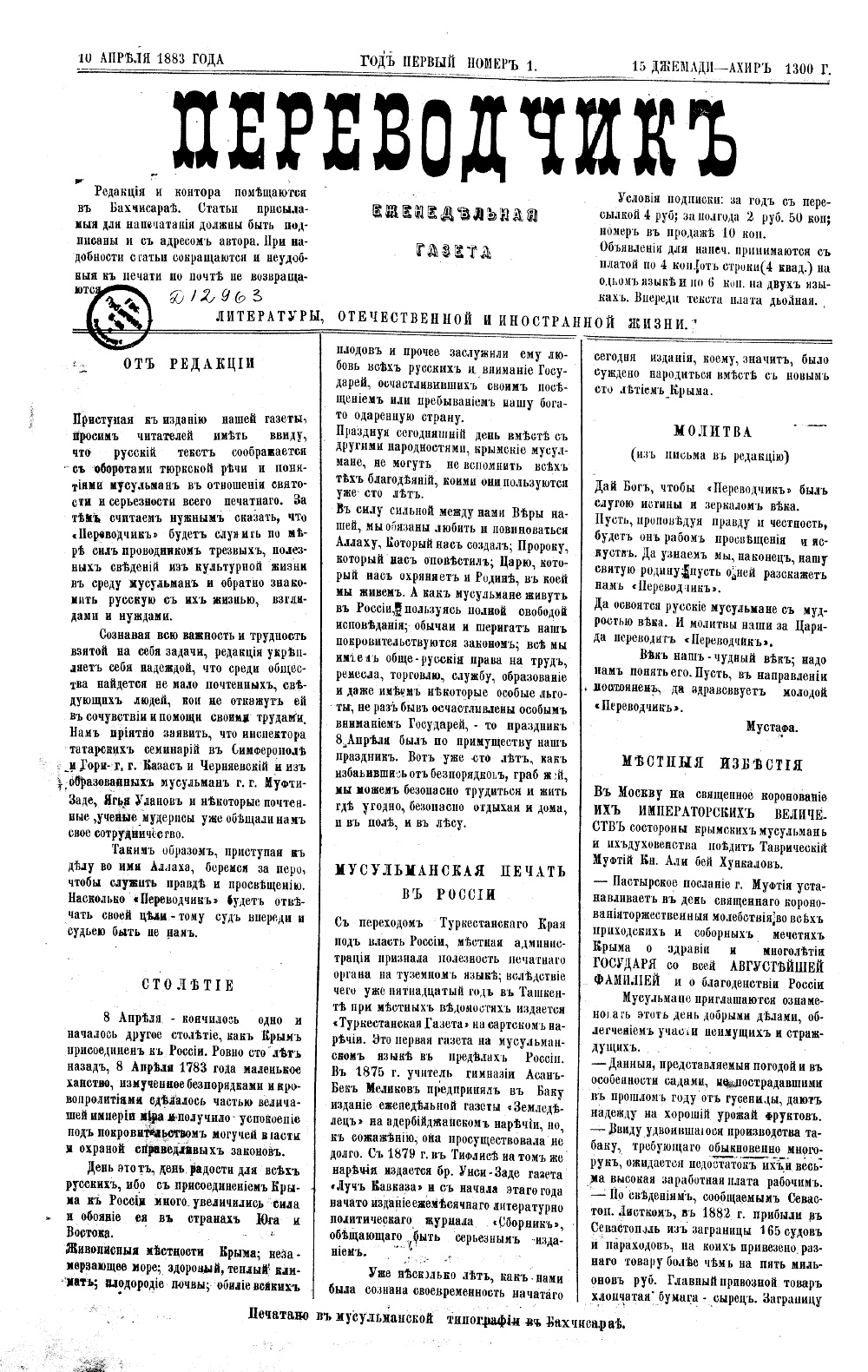
Strona 1. numeru czasopisma Tercüman

Gazeta miała 4 strony: w języku krymskotatarskim i w języku rosyjskim, powielające swoje treści po równo. Mottem gazety było hasło „Dildo, Fikirde, Ishde Birlik” (pol. „Jedność w języku, myśli i czynie”).

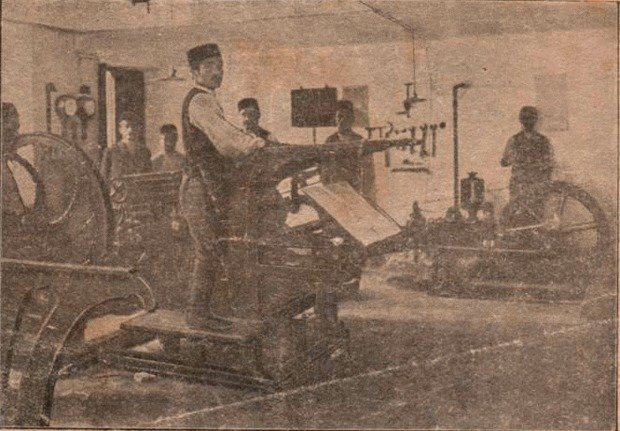
Drukowanie gazety Tercüman, fot. 1907 r.

W gazecie publikowano zarządzenia rządowe, uchwały władz lokalnych, instytucji miejskich i ziemskich regionu. Publikowano także artykuły z zakresu literatury, geografii, historii, pedagogiki itp. Czytelnicy znajdowali też ogłoszenia o koncertach, premierach teatralnych, recenzje najnowszych wydań książkowych oraz tłumaczeniach na język tatarski dzieł klasyków literatury światowej. Wydarzenia z historii świata były ściśle powiązane z kroniką życia społecznego rosyjskich muzułmanów.
Gazeta dostarczała informacji dotyczących efektywnego rolnictwa, a także udzielała porad związanych z zapobieganiem epidemii cholery, poruszała kwestię czyszczenia koryta rzeki Czuruksu, lokalnych bazarów i toalet publicznych, wywozu śmieci i zakupu środków dezynfekcyjnych. Redakcja walczyła o emancypację kobiet i reformę oświaty.
Tercüman był cennym źródłem informacji dla społeczności rosyjskich muzułmanów także wtedy, gdy relacjonowano tam przebieg kolejnych kongresów muzułmańskich w latach 1905-1906. Okres dużego wpływu gazety (1883–1904, tzw. „era tercimańska”) był erą odrodzenia narodowego rosyjskich muzułmanów.
Sieć korespondentów i przejrzystość języka sprawiły, że Tercüman był czytany w różnych częściach świata.
W 1885 r. spłonął budynek drukarni, po jakimś czasie Gasprinskiemu udało się ją odremontować, ale w okresie od lipca 1885 do 15 września gazeta nie ukazywała się.

Po rosyjskiej rewolucji lutowej Terciman wspierał krymskotatarski ruch polityczny. Tygodnik został zamknięty wkrótce po zajęciu Krymskiej Republiki Ludowej przez Armię Czerwoną w lutym 1918 roku.

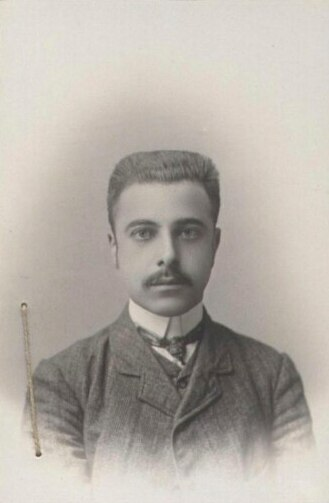
Refat Gasprinsky - współzałożyciel z ojcem gazety

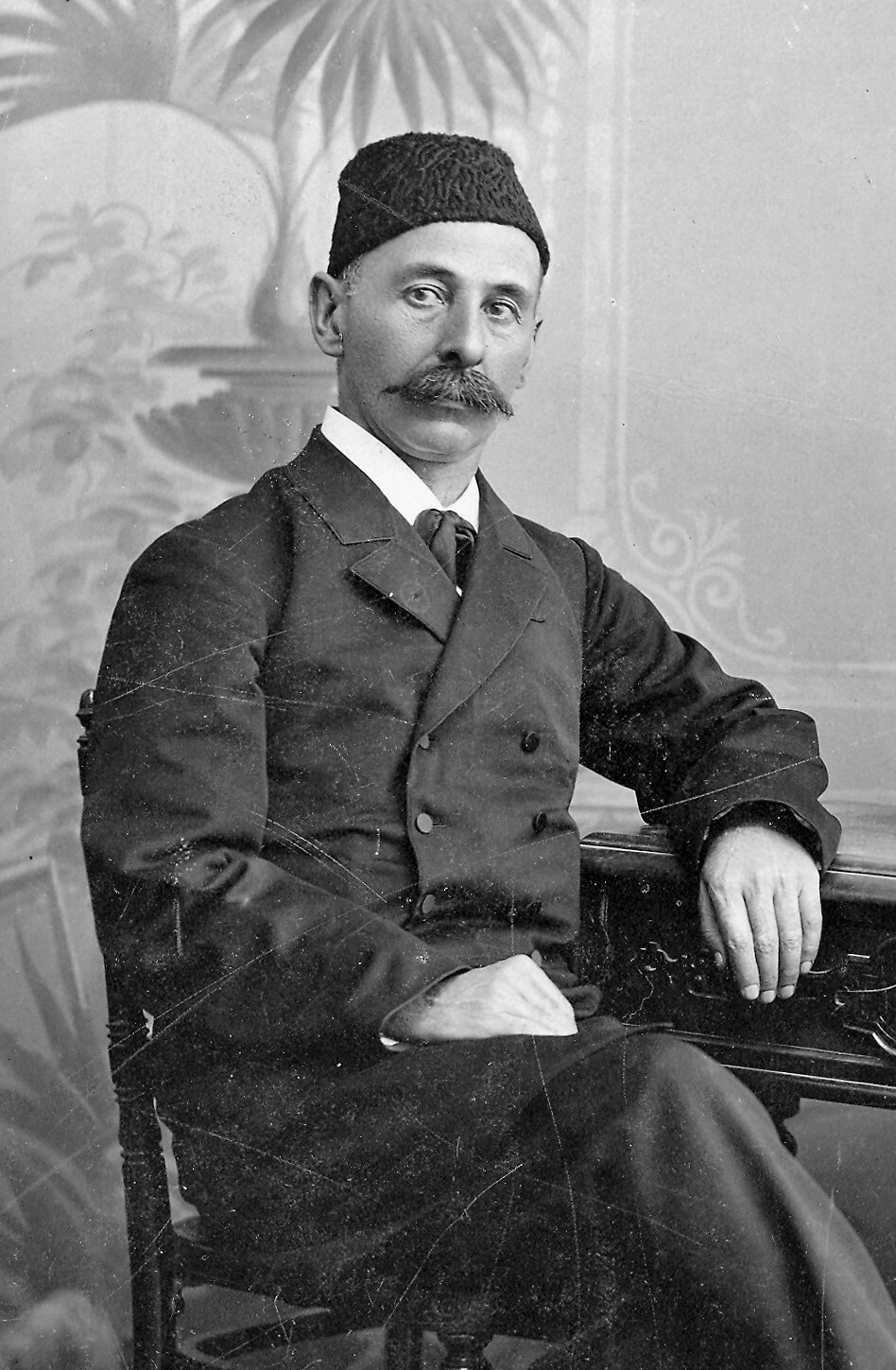
Ismail Gasprinski - założyciel czasopisma, 1894 r.

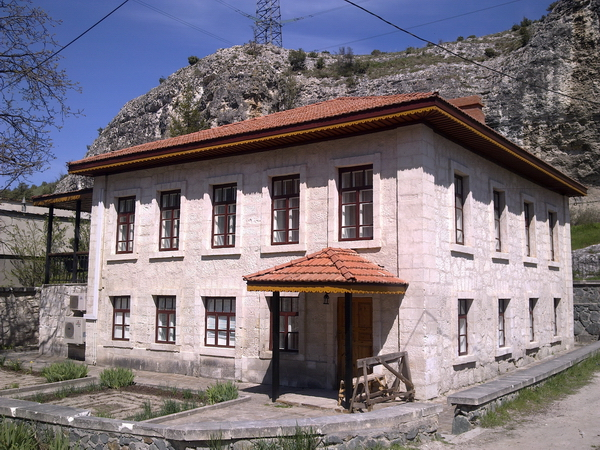
Dawna drukarnia czasopisma

W latach 1906-1911 Gasprinski wydawał także pierwszy krymskotatarski magazyn Alem-i Nisvan skierowany do kobiet, którym kierowala córka Ismaila Gasprinskiego, Şefiqa Gaspıralı.